# 의친왕기념사업회
의친왕기념사업회(義親王記念事業會, Royal Foundation of Korea)는 대한제국 황실 후손단체로 조선왕실과 대한제국의 궁중문화 무형유산과 황실 문화를 계승, 보존하고 고종황제의 둘째 황자이자 독립운동가 의친왕 이강을 중심으로 한 황실의 독립운동사를 밝히고 있다.
2022년 10월 21일, 대한황실 의친왕의 후손들과 흥선대원군, 전계대원군, 남연군 등 황실종친후손들과 학계, 문화예술계 인사들이 참여하여 창립총회 겸 <의친왕과 황실의 독립운동> 전시 개막을 개최하였다.

## 사업분야

### 황실의 독립운동 학술 사업
황실을 중심으로 항일운동을 하였던 알려지지 않은 인물들을 발굴하고 선양하며 그 후손들과 연계하여 연구회, 학술포럼, 심포지엄 등을 개최하고 있다.  <의친왕과 황실의 항일운동 학술심포지엄>, <조선민족 대동단과 의친왕 학술회>, <세종시와 대한황실의 독립운동-기록과 시대의 증언 학술포럼>, <조선후기 왕실진전다례 연구발표회>등을 주최하였다.

### 궁중문화예술 전시/공연 사업
대한황실 후손들이소유한 조선왕실과 대한황실 궁중유물 1,000여점을 체계적으로 관리, 보존, 연구하며 박물관 등과 공동연구, 유물대여, 전시사업과 황실 컨텐츠로 뮤지컬, 웹툰, 애니메이션 제작 등을 진행하고 있다.

### 대한제국 의친왕 기신제향 봉행
1955년 의친왕 훙서 후 부터 지내오던 사동궁 제향 전통을 근간으로 국조오례의, 대한예전, 춘관통고, 효릉등록, 속오례의, 능제규례, 태상지 등을 바탕으로 매년 UNESCO 세계문화유산 홍유릉 의친왕 묘역에서 의친왕과 의친왕비 김씨의 기신제향을 봉행한다.

### 해외 왕실 교류 사업
대한제국 황실 후손단체로서 세계 40여개국 왕실이 있는 국가들과 주로 소장 유물 전시회, 공연, 궁중복식, 황실음식, 황실복식, 진전다례 등 궁중문화 차원에서 교류를 하고 있다.

## 산하 위원회

### 사동궁복원 추진위원회

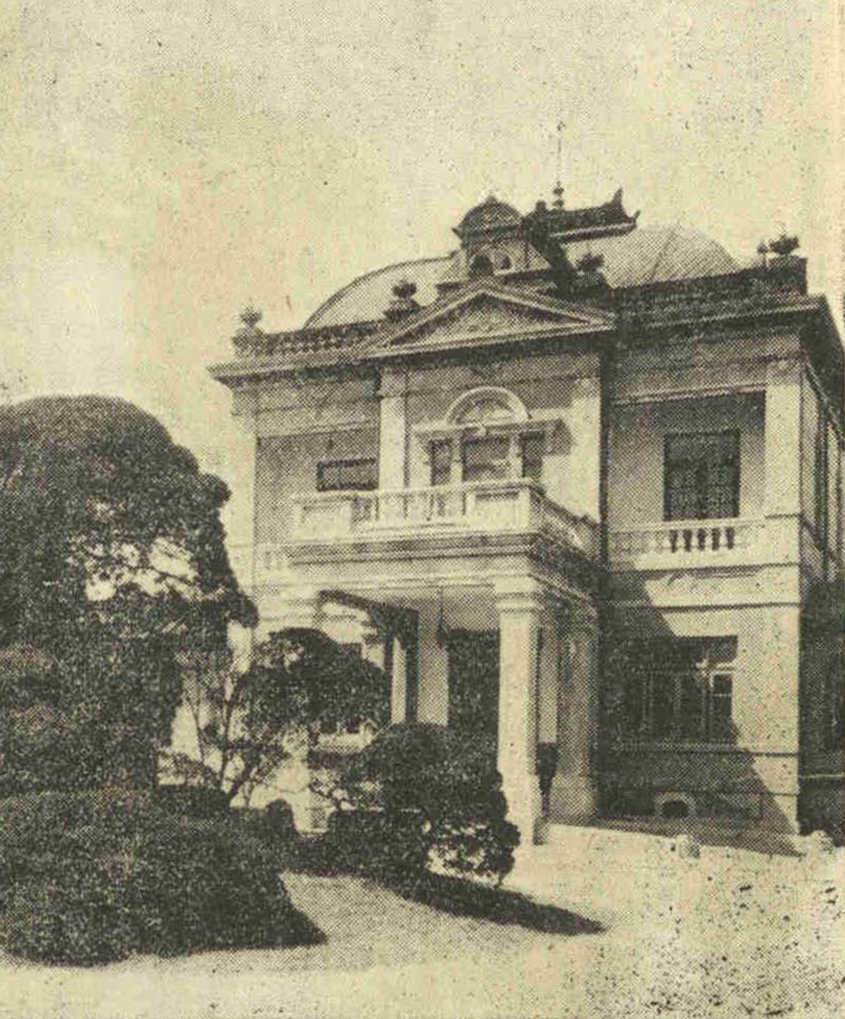
대한제국 의왕궁 사동궁

대한제국 의친왕의 궁전으로 일제강점기 공이 되며 '이강공저'로 불렸으며 1930년 이강의 은거로 이건이 공위를 계승하면서 '이건공저'로 불렸다. 광복 직후 1945년 적산 몰수를 두려워했던 이강이 박응래 등에게 속아 최시화에게 헐값에 매도했고 이후 최시화가 필지를 분할해 매각하면서 해체되었다.
사동궁 건물과 부지는 이후 대한의사협회 회관, 서울시 의사회, 한국기원 본부, 종로예식장, SK건설 본사 및 각종 요정, 한식당, 갤러리, 미술관 등으로 사용되며 훼손, 훼철되었다. 2005년 서울시는 사동궁 부지를 매입해 주차장을 만들고 한옥 1동을 남겨 '인사동 홍보관'으로 사용하고 있다.
의친왕기념사업회는 서울시가 철거하여 공영주차장이 되어버린 사동궁을 복원하여 황실 후손들이 소장하고 있는 조선왕실과 대한황실 유물 1,000여점을 기증하여 '대한제국 사동궁 기념관'을 건립하고자 김종성 건축가를 위원장으로 하는 사동궁 복원 추진위원회를 발족하였다.

### 왕실 진전다례 보존회
종묘제례, 진연 중 다례 등 국가 다례와는 다른 조선왕실과 대한황실 대대로 황실가 안에서 계승되어온 진전다례를 유일하게 보존하고 계승하고 있는 의친왕가 황손들을 중심으로 체계화하고 있다.  현재도 고종황제, 순종황제, 의친왕, 덕혜옹주 탄신일에 탄신다례, 별다례 등 진전다례의 전통을 계승하고 있으며 체계적인 전승을 위하여 보존회를 설립하였다.

### K-ROYAL 아카데미 운영
대한황실 후손 1세대에서 2세대로 넘어가는 과정에서 궁중문화와 황실문화를 잘 모르는 황족들이 많아 청년 황실종친을 교육의 필요성이 대두되기 시작되었고 2023년 의친왕기념사업회 3차 정기이사회에서 황족들이 보유한 궁중문화와 황실문화 무형유산을 의친왕기념사업회의 통합 황실문화 브랜드 "K-ROYAL"로 커리큘럼을 짜게 되었다.
처음에는 미국, 영국, 일본, 중국 등에 흩어진 황실 청년 후손들을 위한 커리큘럼으로 시작하였다가 궁중예법, 궁중복식, 궁중요리, 궁중미술, 궁중음악, 궁중무용과 황실의 독립운동사 등을 아우르는 과정을 일반인 대상으로도 개방하기 시작하였다, 2023년 20대~40대의 젊은 황손들이 전면적으로 운영위원회로 앞세워 젊은 개념의 황실문화 홍보활동과 21세기 대한민국에 맞는 궁중문화 복원에 착수하였다.

## 같이 보기
- 대한제국
- 대한제국 황실
- 대한제국 황제
- 고종 광무제
- 순종 융희제